# جورج موراي (قسيس)
جورج موراي (بالإنجليزية: Lord George Murray)‏ (و. 1761 – 1803 م) هو قسيس، ومخترع بريطاني، توفي عن عمر يناهز 42 عاماً.

## مناصب
تولى منصب أسقف (11 فبراير 1801–3 يونيو 1803)
.